# The Guilty Have No Pride
The Guilty Have No Pride è il primo album del gruppo musicale inglese Death in June, pubblicato il 6 giugno 1983.
L'album è stato ripubblicato nel 2006 nel formato di CD/DVD doppio, insieme ad altro materiale registrato dal vivo a Londra nel 1982.

## Tracce

### Mini-album originale
Lato 1
1. Till the Living Flesh Is Burned - 4:13
2. All Alone in Her Nirvana - 2:45
3. State Laughter - 3:45
4. Nothing Changes - 2:50

Lato 2
1. Nation - 3:20
2. Heaven Street mkII - 4:05
3. The Guilty Have No Pride - 2:25

### Edizione CD del 1990
1. State Laughter - 5:48
2. Heaven Street (Mk II) - 4:10
3. All Alone in Her Nirvana - 2:59
4. Nation - 3:48
5. In the Night Time - 3:32
6. We Drive East - 3:02
7. Holy Water - 3:59
8. Heaven Street - 5:39
9. The Guilty Have No Pride - 2:31
10. Till the Living Flesh Is Burned - 4:21
11. Nothing Changes - 2:57
12. Black Radio - 6:52

### Edizione CD del 2006
Disco 1
1. Till the Living Flesh Is Burned - 4:21
2. All Alone in Her Nirvana - 2:59
3. State Laughter - 5:48
4. Nothing Changes - 2:57
5. Nation - 3:48
6. Heaven Street (Mk II) - 4:10
7. The Guilty Have No Pride - 2:31
8. Heaven Street - 5:39
9. In the Night Time - 3:32
10. We Drive East - 3:02
11. Holy Water - 3:59

Bonus DVD
Registrato dal vivo a Londra nel 1982
1. Till the Living Flesh Is Burned
2. State Laughter
3. All Alone in Her Nirvana
4. Holy Water
5. In the Night Time
6. Nothing Changes
7. Heaven Street
8. We Drive East

## Formazione
- Douglas Pearce
- Patrick Leagas
- Tony Wakeford